# Cục Cứu hộ Cứu nạn, Quân đội nhân dân Việt Nam
Cục Cứu hộ Cứu nạn  trực thuộc Bộ Tổng Tham mưu Quân đội nhân dân Việt Nam là cơ quan tác chiến đầu ngành tham mưu cho Quân ủy Trung ương, Bộ Quốc phòng và Bộ Tổng tham mưu chỉ đạo toàn quân thực hiện tốt nhiệm vụ phòng chống thiên tai, cứu hộ - cứu nạn. Đặc biệt Cục thực hiện tốt chức năng là văn phòng thường trực của Ủy ban Quốc gia tìm kiếm cứu nạn, tham mưu cho Ủy ban Quốc gia tìm kiếm cứu nạn và giúp Chính phủ chỉ đạo điều hành các bộ, ngành, địa phương thực hiện tốt nhiệm vụ tìm kiếm cứu nạn trong 10 năm qua góp phần giảm thiểu thiệt hại do thiên tai sự cố gây ra.

## Lịch sử hình thành
- Thành lập vào ngày 9 tháng 8 năm 2004.

## Lãnh đạo hiện nay
- Cục trưởng: Trung tướng Doãn Thái Đức
- Phó Cục trưởng:  Thiếu tướng Phạm Văn Tỵ
- Phó Cục trưởng: Đại tá Phạm Hải Châu
- Phó Cục trưởng: Thiếu tướng Lã Đại Phong

Trung tướng: Cục trưởng
Thiếu tướng: Phó Cục trưởng không quá hai

## Tổ chức
- Trung tâm Quốc gia điều hành tìm kiếm cứu nạn
- Phòng Kế hoạch tổng hợp và hợp tác quốc tế
- Phòng Tìm kiếm cứu nạn hàng không  - hàng hải
- Phòng Phòng chống thiên tai
- Phòng Phòng chống cháy nổ - cứu sập
- Phòng Ứng phó sự cố tràn dầu và hóa chất độc xạ
- Ban Hành chính
- Ban Tài chính

## Khen thưởng
- Huân chương Bảo vệ Tổ quốc hạng Nhì;
- Huân chương Bảo vệ Tổ quốc hạng Nhất.

## Cục trưởng qua các thời kỳ
- 2004-2010, Nguyễn Sơn Hà(Trung tướng),chánh văn phòng ủy ban cứu hộ cứu nạn đầu tiên (2008)
- 2010-2015, Phạm Hoài Giang, Trung tướng (2014), nguyên Phó Cục trưởng Cục Cứu hộ cứu nạn
- 2015-5.2018, Trương Đức Nghĩa, Thiếu tướng (2016), nguyên Phó Tham mưu trưởng Quân khu 5
- 5.2018- 4.2020, Ngô Quý Đức, Thiếu tướng (2013), Trung tướng (2018), nguyên Phó Tư lệnh kiêm Tham mưu trưởng Quân khu 5.
- 4.2020- nay, Doãn Thái Đức, Thiếu tướng (2018), nguyên Tư lệnh Quân đoàn 1

## Phó Cục trưởng qua các thời kỳ
- Nguyễn Trọng Nhu, Đại tá
- Nguyễn Văn Bình, Thiếu tướng (2014), Trưởng phòng Cứu hộ cứu nạn- Bộ Tham mưu- BTL Bộ đội biên phòng.
- Nguyễn Hữu Hùng, Thiếu tướng (đã hy sinh vào ngày 13/10/2020 do núi lở khi trên đường đi cứu hộ, cứu nạn vụ sạt lở đất tại công trường thủy điện Rào Trăng 3 ở xã Phong Xuân, huyện Phong Điền, tỉnh Thừa Thiên - Huế. Ngày 17/10/2020 ông được Chủ tịch nước Nguyễn Phú Trọng truy thăng quân hàm từ Đại tá lên Thiếu tướng).[3]
- 2016 - 4.2020, Lê Mạnh Tiến, Thiếu tướng (2017)[4]
- 11.2011 - 9.2015, Vũ Thế Chiến, Đại tá[5]
- 12. 2021 - nay, Phạm Văn Tỵ, Thiếu tướng[6]
- 12.2019- 12.2020, Trần Văn Sơn, Thiếu tướng (6/2020), nguyên Chỉ huy trưởng Bộ CHQS tỉnh Hà Tĩnh.
- 3.2021- nay, Phạm Hải Châu, nguyên Phó Sư đoàn trưởng Sư đoàn 324, Quân khu 4
- 4.2021 - nay, Lã Đại Phong, nguyên Phó Tham mưu trưởng Quân chủng PKKQ